# Зорро
Зорро, або Південноамериканська лисиця (Lycalopex) — рід хижих ссавців родини псових (Canidae). Поширені у Південній Америці за межами басейну Амазонки: Еквадор, Перу, Чилі, Аргентина, Болівія, Парагвай, Уругвай, Бразилія. Це переважно нічні види, всеїдні; займають різноманітні середовища існування від 0 до 4500 м над рівнем моря.

## Назва роду
Звичайна назва представників роду — ісп. zorro або порт. raposa, що означає «лисиця». Перша назва інколи перекладається українською у видозміненому вигляді як «зорро». Відомий синонім родової назви — Pseudalopex.

## Морфологія
Хоча тварини цього роду мають багато спільних рис із лисицями, вони також істотно нагадують псів, настільки, що їх називають вовками. Найчисельнішим видом роду є зорро сірий (Lycalopex griseus): з великими вухами, вираженим характерним забарвленням, жорстким хутром. Lycalopex досягають довжини голови й тулуба від 53 до 120 см, довжина хвоста становить від 25 до 50 см. У межах роду Lycalopex culpaeus є найбільшим, а Lycalopex sechurae — найменшим. Хутро зазвичай густе, з щільним підшерстям і довгим остєвим волоссям. Верхня частина зазвичай агутієво-сірого кольору з жовто-коричневим, тоді як низ зазвичай блідіший. Голова, вуха та шия часто червонуваті. Хвіст довгий, пухнастий і чорний на кінчику. Вони відрізняються від лисиць, на яких зовні дещо схожі, круглими, а не еліптичними зіницями та довшими хвостами, що торкаються землі.

## Філогенія
Дослідження 2010 року, проведене з використанням методу молекулярного годинника, показало, що лікалопеції мають північноамериканське походження, відокремившись від свого останнього спільного предка з майконгом та ателоцином між 2,4 та 2,7 мільйонами років тому, незадовго до формування Панамського перешийка, що дозволило їм потрапити до Південної Америки під час Великого американського обміну. Однак, аналіз послідовностей HV1 та HV2 мітохондріальної ДНК усіх живих видів показав, що зорро відокремилися між 1 і 3 мільйонами років тому, після формування Панамського перешийка, і що перша диверсифікація в живі види відбулася лише 1 мільйон років тому з L. vetulus, найбазальнішим видом роду. Друга фаза диверсифікації, ймовірно, відбулася в Чилі або Аргентині, причому найновіша диверсифікація - між L. culpaeus та L. griseus, яка, за оцінками, відбулася між 600 000 і 350 000 років тому. Дослідження також виявило, що кілька особин виду L. gymnocercus несуть гаплотипи, що відносяться до L. griseus, у районах, де останній відсутній. Це свідчить про те, що ареал L. griseus ширший, ніж очікувалося, або що два види схрещувалися.
Філогенетичні зв'язки в межах підтриби Cerdocyonina, до якої належить рід Lycalopex, можна переглянути у відповідній статті. Наведене ж нижче філогенетичне дерево показує еволюційні зв'язки між видами Lycalopex на основі молекулярного аналізу послідовностей контрольної області мітохондріальної ДНК:

|  | Lycalopex fulvipes    |
|  |                       |
|  | Lycalopex gymnocercus |
|  |                       |

|  | Lycalopex griseus  |
|  |                    |
|  | Lycalopex culpaeus |
|  |                    |

|  | Lycalopex fulvipes    |
|  |                       |
|  | Lycalopex gymnocercus |
|  |                       |

|  | Lycalopex griseus  |
|  |                    |
|  | Lycalopex culpaeus |
|  |                    |

|  | Lycalopex fulvipes    |
|  |                       |
|  | Lycalopex gymnocercus |
|  |                       |

|  | Lycalopex griseus  |
|  |                    |
|  | Lycalopex culpaeus |
|  |                    |

|  | Lycalopex fulvipes    |
|  |                       |
|  | Lycalopex gymnocercus |
|  |                       |

|  | Lycalopex griseus  |
|  |                    |
|  | Lycalopex culpaeus |
|  |                    |

|  | Lycalopex fulvipes    |
|  |                       |
|  | Lycalopex gymnocercus |
|  |                       |

|  | Lycalopex griseus  |
|  |                    |
|  | Lycalopex culpaeus |
|  |                    |

|  | Lycalopex fulvipes    |
|  |                       |
|  | Lycalopex gymnocercus |
|  |                       |

|  | Lycalopex griseus  |
|  |                    |
|  | Lycalopex culpaeus |
|  |                    |

|  | Lycalopex fulvipes    |
|  |                       |
|  | Lycalopex gymnocercus |
|  |                       |

|  | Lycalopex griseus  |
|  |                    |
|  | Lycalopex culpaeus |
|  |                    |

|  | Lycalopex fulvipes    |
|  |                       |
|  | Lycalopex gymnocercus |
|  |                       |

|  | Lycalopex griseus  |
|  |                    |
|  | Lycalopex culpaeus |
|  |                    |

## Таблиця видів
Таблиця видів:
| № | Вид                               | Морфометрія                                                            | Зовнішність | Поведінка |
| - | --------------------------------- | ---------------------------------------------------------------------- | --- | --- |
| 1 | Магеллановий собака (L. culpaeus) | Довжина тіла: 63–103 см, довжина хвоста 32–53 см, маса 6.7–14 кг       | Це найбільший представник роду Lycalopex. Кульпео різняться за забарвленням, зі світлішими особинами в північних частинах ареалу. Підборіддя та черево білі або світло-коричневі. Вуха, шия, ноги, боки та верхівка голови коричневі або червонувато-коричневі. Ділянка навколо хвоста зазвичай темніша, іноді темно-сіра. Хвіст пухнастий і сірий з чорним кінчиком і темнішою ділянкою біля крижа                                                                                          | Це одиночний вид поза сезоном розмноження. Схема активності різниться географічно; вони, здається, ведуть нічний спосіб життя в Аргентині, високогір'ї Перу, чилійській пустелі та Магальянес, але в центральному Чилі вони ведуть денний або сутінковий спосіб життя. Це всеїдні тварини. Здобиччю є дикі копитні, зайці, вівці та дрібні ссавці, а також комахи, птахи та ящірки; також їдять падло та фрукти |
| 2 | Lycalopex fulvipes                | Довжина тіла: 48–59.1 см, довжина хвоста 17.5–25.5 см, маса 1.9–3.9 кг | Малий псовий з міцною статурою, видовженим і компактним тілом і короткими лапами. Морда мала й тонка. Шерсть густа, від темно-сірого до майже чорного кольору, з характерним іржаво-червоним кольором на гомілках та навколо вух. Низ, груди, нижня сторона морди та внутрішня сторона вух мають блідо-кремовий до білого колір. Хвіст відносно короткий і пухнастий, темно-сірий | Особини активні вдень і вночі. Особини живуть поодинці поза періодом розмноження. Опортуністично-всеїдний раціон змінюється сезонно: ссавці, птахи, рептилії, комахи, фрукти та насіння |
| 3 | Lycalopex griseus                 | Довжина тіла: 50–66 см, довжина хвоста 11.5–36 см, маса 1.9–5 кг       | Хутро плямисто-сіре, низ блідіше сірий. Голова іржавого кольору з білими цятками та чорною плямою на підборідді | Вид веде нічний спосіб життя. Одна пара, що розмножується, має територію цілий рік і, здається, є центром соціальної системи. Деякі самці спаровуються з іншими підлеглими самками, які потім допомагають виховувати дитинчат головної самки. Ці лисиці, як правило, взимку живуть поодинці. Тварини всеїдні, і їхній раціон змінюється залежно від сезону. Перевага надається європейським кроликам та птахам, а також фруктам, насінню, ягодам, дрібним ссавцям, комахам, скорпіонам, ящіркам, жабам та пташиним яйцям; хижацтво овець мінімальне, і зазвичай у вигляді падла |
| 4 | Пампаська лисиця (L. gymnocercus) | Довжина тіла: 50.5–74 см, довжина хвоста 22.6–41 см, маса 3–8.2 кг     | Це вид середнього розміру з плямистою сірою спиною та блідішим сірим низом. Голова, шия та великі вуха червонуваті, як і зовнішні боки ніг. Морда чорна аж до куточків рота. Як і в інших видів роду, довгий, пухнастий хвіст має дві чорні плями: одну на верхній стороні біля основи, а іншу на кінчику | Вони ведуть відносно одинокий спосіб життя, за винятком періоду розмноження та догляду за дитинчатами. Хоча вони переважно нічні, вони можуть бути активними вдень у районах з низькою популяцією людей. Вид всеїдний, але харчується переважно м'ясом. Приблизно 75% раціону складають у рівних відсотках мишоподібні, зайцеподібні та птахи. Додатково L. gymnocercus їдять жаб та ящірок, іноді фрукти й стебла цукрової тростини |
| 5 | Lycalopex sechurae                | Довжина тіла: 50–78 см, довжина хвоста 27–34 см, маса 2.2–4.2 кг       | Голова мала, з вузькою та короткою мордочкою. Колір шерсті сіруватий, з блідим підшерстям та агутієвим покривним волоссям. Низ тіла білий, палевий або кремовий. Обличчя сіре з вузьким рудувато-коричневим кільцем навколо очей, темна морда та білі верхня губа й підборіддя. Горло та груди білі із сірою смугою або комірцем через груди. Верхні частини кінцівок зазвичай червонуваті. Лапи білуваті. Хвіст тонкий, відносно довгий, густо вкритий шерстю, закінчується темним кінчиком | Зазвичай живе поодинці, хоча іноді зустрічається парами або з дитинчатами: більші групи зазвичай спостерігаються лише там, де зосереджена їжа. Вид всеїдний, за потреби — стає вегетаріанцем. У пустелях і сухих лісах раціон містить фрукти, гризунів, птахів, рептилій, комах і скорпіонів, а вздовж прибережних пляжів — крабів, падло, морських птахів та їхні яйця |
| 6 | Lycalopex vetulus                 | Довжина тіла: 49–71.5 см, довжина хвоста 25–38 мсм, маса 2.5–4.1 кг    | Малий псовий з малою головою, короткою мордочкою, тонкими тулубом і кінцівками. Колір шерсті — сиво-сірий, верхня частина тіла блідо-сіра, а низ — від жовтого до палевого. Можуть зустрічатися майже меланістичні форми. Самці можуть мати смужку чорного волосся від потилиці до кінчика хвоста. Передня частина шиї біла, а груди та решта шиї — жовто-коричневі. Ноги коричнево-жовті або червонуваті, а стегна перетинає темна смуга. Кінчик хвоста та верхня основа чорні              | Зазвичай боязкі, але агресивно захищають своїх дитинчат. Зазвичай вони використовують нори броненосця як барлоги та ведуть денний спосіб життя, але часто активні вночі та в сутінках. Батьки часто подорожують зі своїм дорослим потомством, і конфлікт за територію виникає між батьками та потомством під час сухого сезону. Всеїдні, вони, здається, спеціалізуються на термітах (Syntermes sp.), але також можуть їсти гризунів, фрукти, коників, гнойових жуків. |

## Біологія, значення
На лисиць зорро дозволено полювання в Аргентині, де їх удосталь. Переважно промисел направлений на добування м'якої шкіри. Там зорро мають прізвисько  «убивця ягнят» через переконання, що вона краде й поїдає домашню худобу. Насправді, молоді ягнята — рідкісна здобич всеїдних зорро. Основний раціон цих тварин складають гризуни, зайцеподібні, інші дрібні ссавці, птахи, комахи, фрукти, цукрова тростина й інша рослинна їжа. Вони здебільшого нічні види, але деякі особини іноді активні вдень. Їхні нори зазвичай знаходяться в скелях, під деревами, в кущах або в ямах, виритих іншими тваринами, такими як броненосці або гірські віскачі. Це здебільшого нічні тварини. Зорро — моногамні, народжують після вагітності тривалістю 55–60 днів до чотирьох або п'яти дитинчат на рік. Самець бере участь у догляді за потомством.

## Загрози
Згідно з МСОП один вид має статус EN (Lycalopex fulvipes), а два види — NT (Lycalopex sechurae і Lycalopex vetulus). Популяції двох видів зменшуються (Lycalopex fulvipes і Lycalopex vetulus). Основними загрозами є руйнування середовища існування. Суттєвою загрозою є переслідування людьми (мисливцями та фермерами) й напади домашніх собак. Смерті на дорогах є причиною великої кількості втрат особин у популяціях. Збільшення контактів між Lycalopex та людьми й домашніми тваринами може призвести до розвитку нових еколого-епідеміологічних взаємозв'язків.

## Галерея

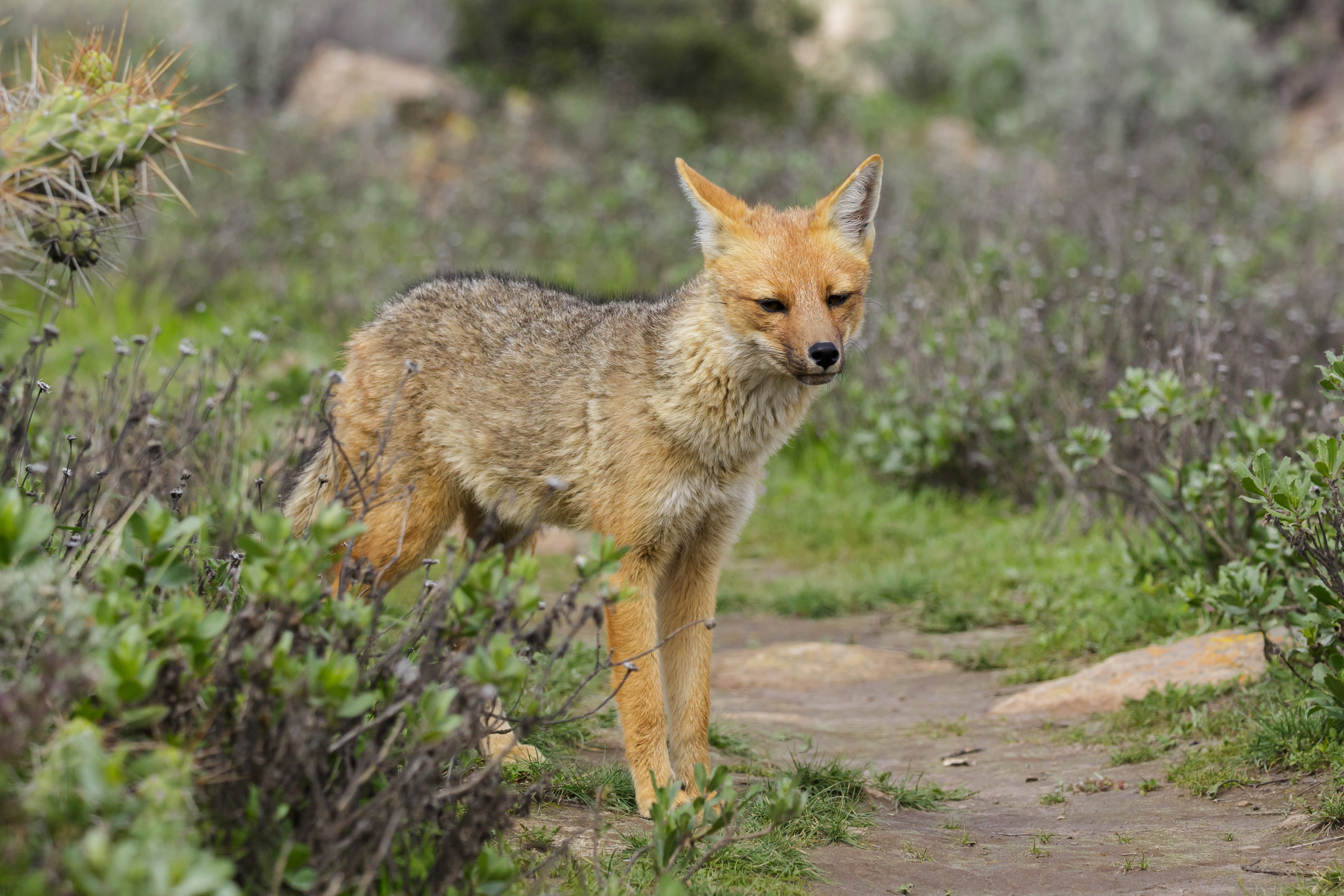
Lycalopex culpaeus
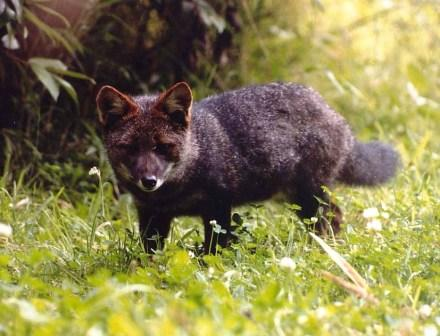
Lycalopex fulvipes
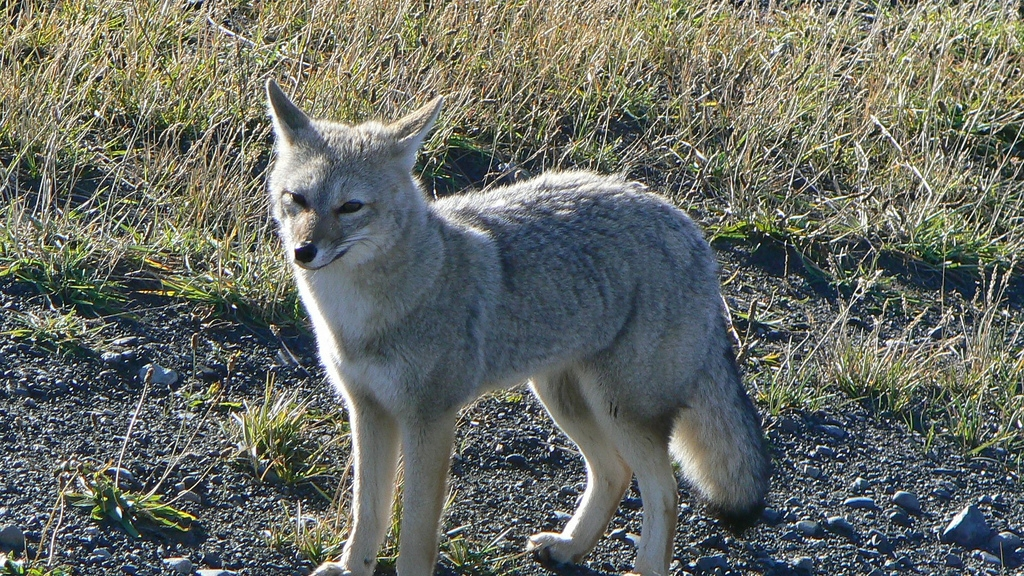
Lycalopex griseus
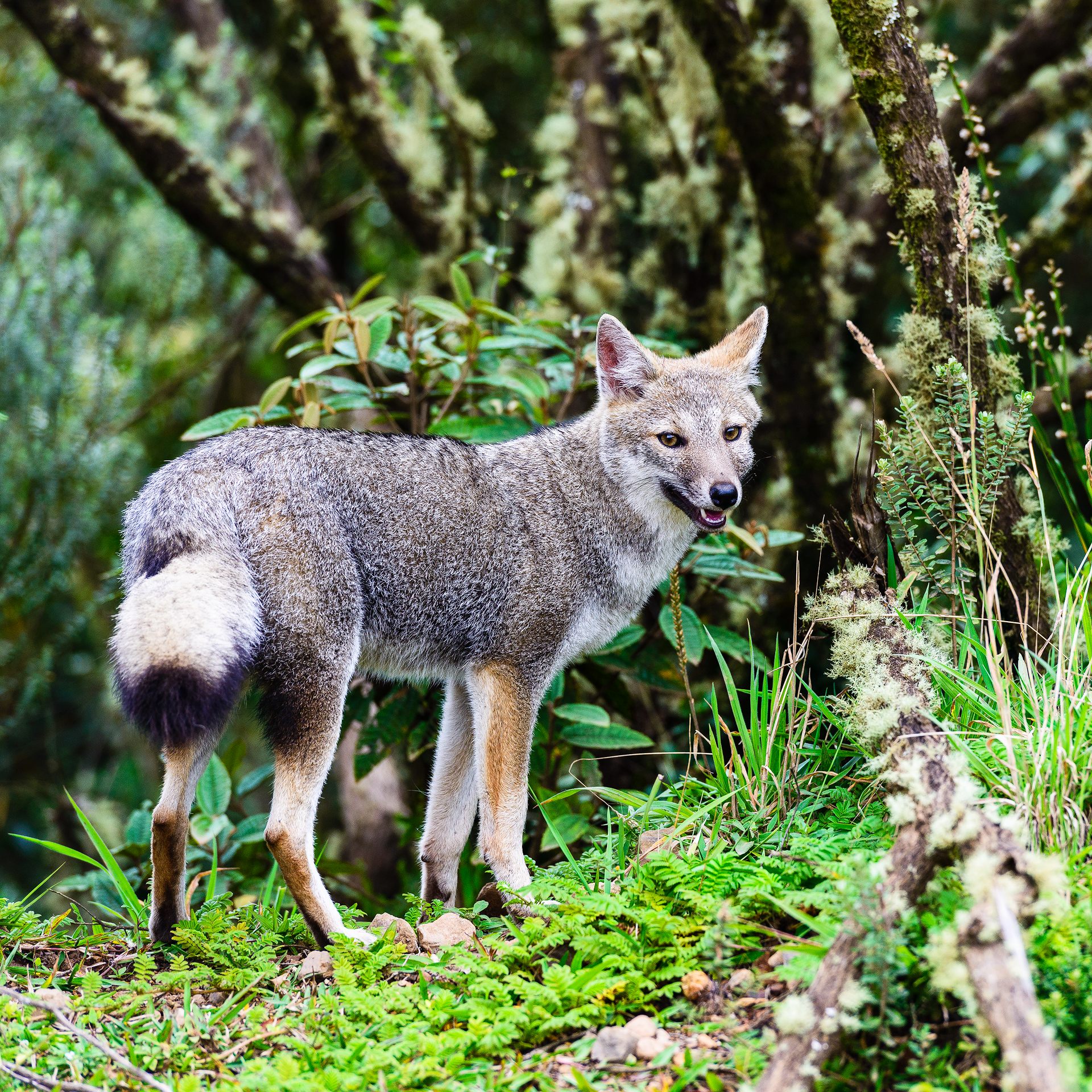
Lycalopex gymnocercus
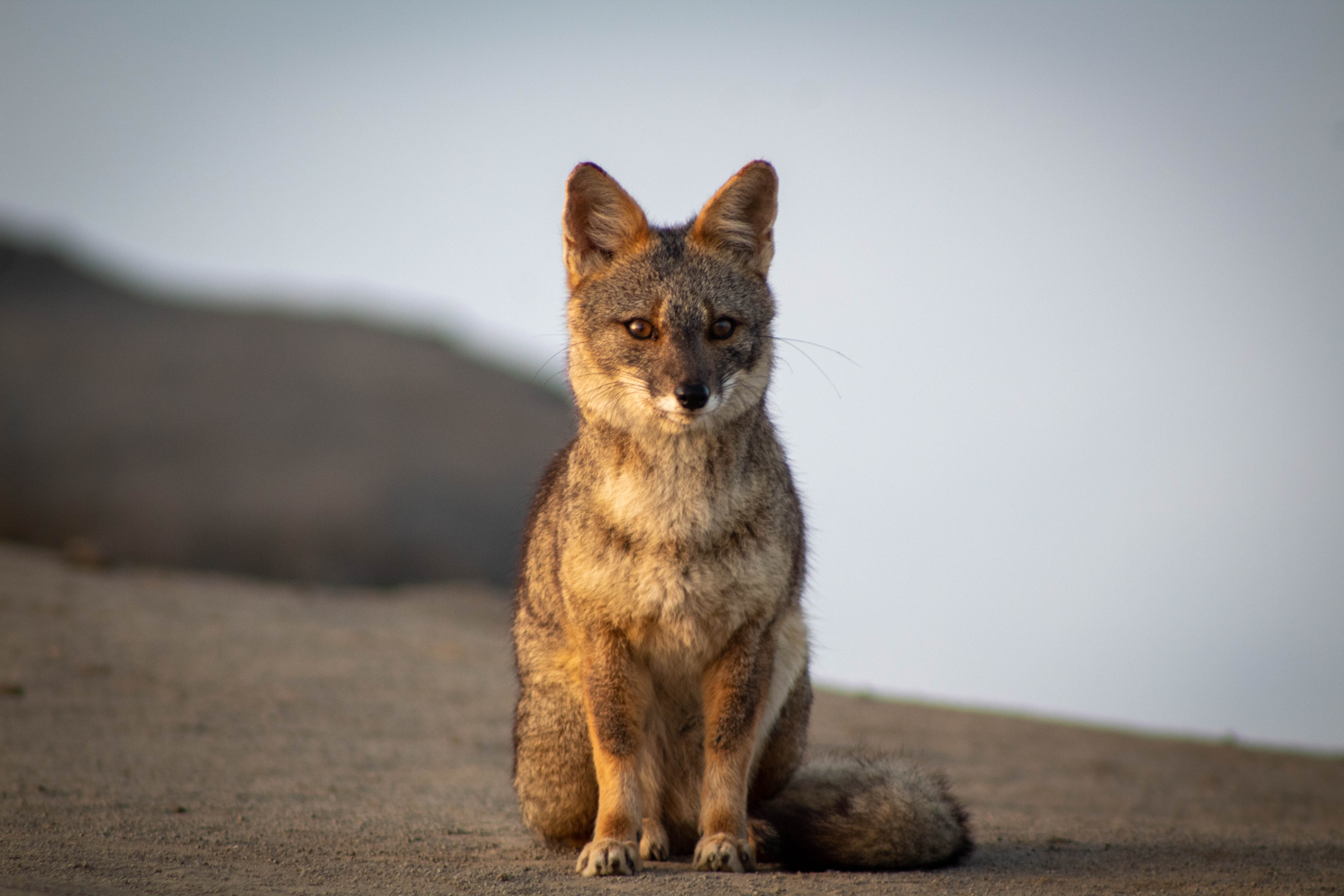
Lycalopex sechurae
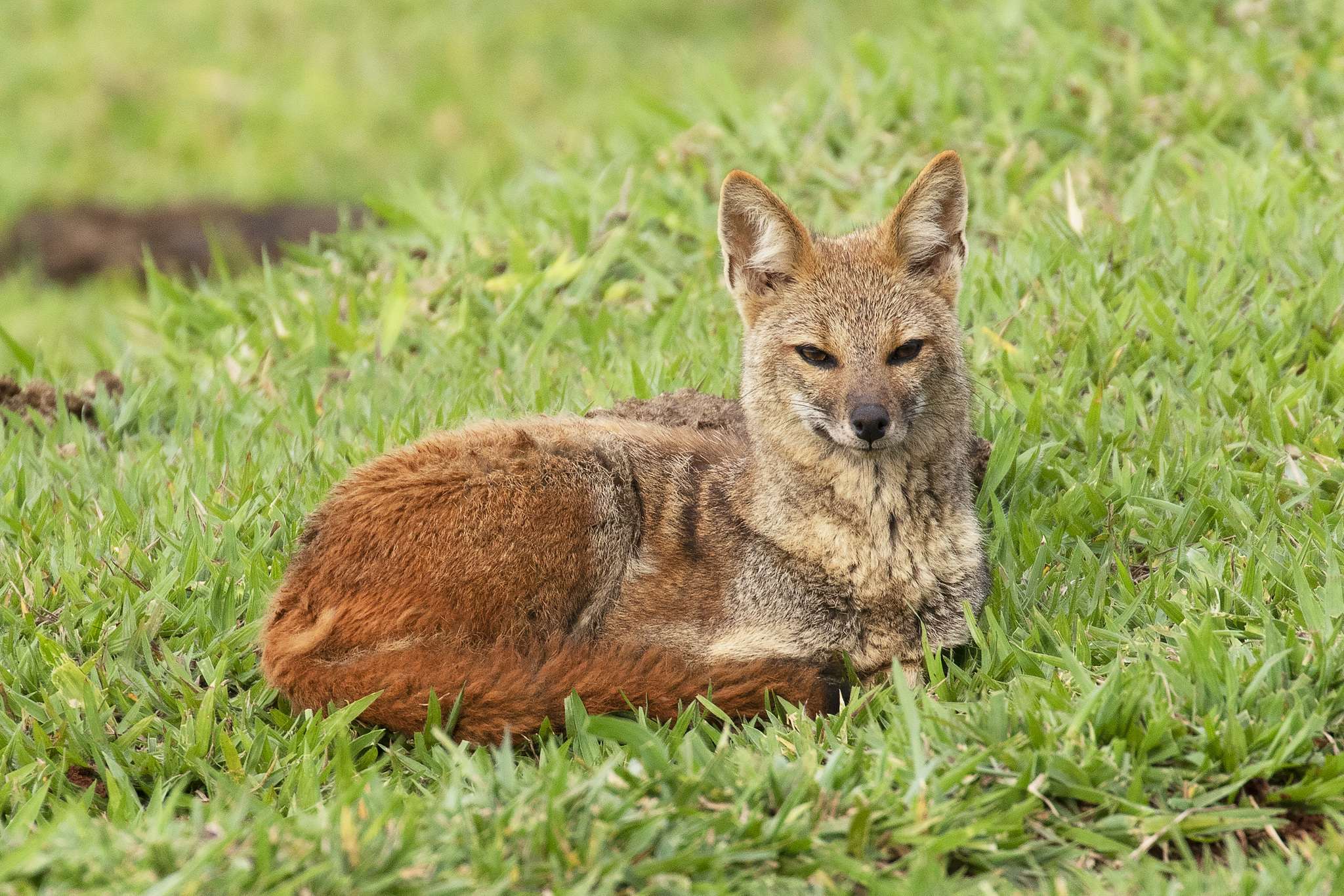
Lycalopex vetulus